# 日根野孫七郎
日根野 孫七郎（ひねの まごしちろう）は、戦国時代に和泉国で活動した武士。

## 概要
永禄4年（1561年）8月26日には三好氏の河内国進出に伴い、三好実休によって河内国八上郡黒山の浄福寺領家分、丹北郡由上の半枡分などが給されている。久米田の戦いで実休が戦死すると、永禄5年（1562年）5月9日には日根野下方分内畑政所分、我孫子、明石の3箇所の領知を和泉上守護代家の松浦虎（松浦守の後継者）の「四人之者（補佐人）」である富上家俊の署名によって認められている。しかし翌年5月9日には家俊に「根来寺との和睦の際には貴方の所領を安堵することは難しい」と告げられている。永禄8年（1565年）12月21日には日根野・入山田御本地分と八田弥五郎跡、小坂跡、綾井内膳之介大津大畠跡を三好三人衆に従っていた松浦虎の書状によって安堵されている。
古井氏に伝わる「家記」によると、日根野七郎の父・日根野五郎左衛門尉は古井秀充の策略によって自身の人衆を大路新右衛門尉殺害に利用され激怒したものの、根来寺を後ろ盾とする五郎左衛門尉に復讐することができなかった。しかし、秀充の曾孫・古井刑部三郎隆家は虚弱体質で軍事の才能がなかったため、家人は散り散りとなってしまっており、その状況を見た七郎は恨みを晴らすべく攻撃し、隆家を高野山へと落ち延びさせたという。